# Edward Bibring
Edward Bibring (ur. 20 kwietnia 1894 w Stanisławowie, zm. 11 stycznia 1959 w Bostonie) – austriacko-amerykański psychiatra i psychoanalityk żydowskiego pochodzenia.
Podczas I wojny światowej służył w austriackim wojsku i trafił do rosyjskiej niewoli, następnie studiował w Wiedniu. Około 1919 roku zainteresował się psychoanalizą. W 1922 roku ukończył studia medyczne i rozpoczął kurs w Wiedeńskim Towarzystwie Psychoanalitycznym. W 1925 został członkiem Towarzystwa, a dwa lata później członkiem zwyczajnym. Po 1938 emigrował do Wielkiej Brytanii, od 1941 na zaproszenie Tufts Medical College w Stanach Zjednoczonych. Przewodniczący Boston Psychoanalytic Society w latach 1947-49.